# Пощальонът (филм, 2016)
„Пощальонът“ е финландско-български документален филм на режисьора Тонислав Христов от 2016 г.
Филмът е прожектиран по време на XXI Международен София Филм Фест.

## Сюжет
Внимание:  Текстът по-долу разкрива сюжета на произведението (или части от него)!
Действието във филма се развива в пограничното с Турция село Голям Дервент. По това време се провеждат местни избори между бившият пощальон, искащ да спаси селото от обезлюдяване като го насели с бежанци от Сирия и другият кандидат, който се стреми към затваряне на границата с Турция и връщане на комунизма.

## Награди
- 2017 г. – Най-добър документален филм Balkans and Caucasus Observatory в Триест[1]
- 2017 г. – Номинация за най-добър международен документален филм в Сънданс[1]
- 2017 г. – Номинация за най-добър скандинавски документален филм в Гьотеборг[1]